# جينيفر فالك
جينيفر فالك (بالسويدية: Jennifer Falk)‏ (26 أبريل 1993 بالسويد - ) هي لاعبة كرة قدم سويدية في مركز حراسة المرمى.

## وصلات خارجية
- جينيفر فالك على موقع الاتحاد الدولي (مؤرشف)  (الإنجليزية)
- جينيفر فالك على موقع الاتحاد الأوربي (الإنجليزية)
- جينيفر فالك على موقع اتحاد السويد (السويدية)
- جينيفر فالك على موقع قاعدة بيانات كرة القدم.إي يو (الإنجليزية)
- جينيفر فالك على موقع Soccerway.com (الإنجليزية)
- جينيفر فالك على موقع أوليمبيديا (الإنجليزية)
- جينيفر فالك على موقع اللجنة الأولمبية السويدية (السويدية)